# دربند (رودبار)
دربند ، روستایی از توابع بخش عمارلو شهرستان رودبار در استان گیلان ایران است.این روستا در آبریز روستای معدن سنگرود و با فاصله 5 کیلیومتری از آن قرار دارد.نام جدید روستا بعلت عمران و آبادی یکی از اهالی سخت کوش آن به نام آقای حمزه علی سلطانشاهی به حمزه آباد معروف است.این روستا از امکانات اولیه اعم از جاده ،آب شرب سالم ،برق و تلفن برخوردار نیست. شغل اصلی اهالی دامداری از نوع بز و میش و همینطور کشاورزی و از عمده محصول آن زیتون می باشد. راهاهای ارتباطی آن از روستای پارودبار به مدت 2 ساعت پیاده و از سنگرود به مدت 4 ساعت می باشد. اساسی ترین مشکل اهالی نبوده جاده دسترسی به آبادی و خسارت سنگین بعلت عدم توانایی در عرضه محصولات خود به بازار می باشد. در زمستان سرد خشک و در تابستان گرم خشک می باشد. اولین محصول آن بادام درختی در اسفند ماه می باشد.

## جمعیت
این روستا در دهستان جیرنده قرار دارد و براساس سرشماری مرکز آمار ایران در سال ۱۳۸۵، جمعیت آن زیر سه خانوار بوده‌است. مردم دربند به زبان کردی کرمانجی صحبت میکنند.